# 胡业顺
胡业顺（1952年5月—），山东淄博人，中华人民共和国政治人物、外交官。

## 生平
1972年，进入中华人民共和国外交部工作，先后在外交部办公厅、驻马耳他大使馆、驻多哥大使馆、驻墨西哥大使馆、外交部美洲大洋洲司、外交部北美大洋洲司、驻旧金山总领事馆任职。1996年，挂职河北省徐水县县委副书记。1997年，任外交部美大司一等秘书，后升任参赞。1999年，任驻加拿大大使馆参赞。2002年3月，出任中华人民共和国驻休斯敦总领事。2005年12月，出任中华人民共和国驻汤加大使。2008年，任外交部大使。2010年8月，出任中华人民共和国驻拉脱维亚大使。2013年2月，自驻拉脱维亚大使离任。

## 家庭
已婚，有一女。